# Cogia cajeta
Cogia cajeta este o specie de fluture din familia Hesperiidae. 

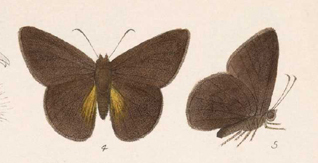

## Subspecii
- Cogia cajeta cajeta (Mexic)
- Cogia cajeta eluina (Mexic, Guatemala, Nicaragua)